# Crno jezero (Slovenija)
Crno jezero (slo.: Črno jezero) najniže je jezero u dolini Triglavskih jezera, dijelu Julijskih Alpa u Sloveniji. Nalazi se na 1319 metara nadmorske visine. Jezero je dugo 150 metara, široko 80 m, a najveća mu je dubina 6 m. Ime je dobio po položaju u kotlini usred šume, koja se proteže tik do ruba stijene Komarče. Zbog svoje relativno niske nadmorske visine, najtoplije je od Triglavskih jezera. Na površini mu je temperatura ljeti 9 °C, a zimi 3 °C. U jezeru obitava planinski vodenjak (lat.: Ichthyosaura alpestris), vrsta daždevnjaka koja je endemska vrsta alpskoga područja.